# Matteo Spinelli da Giovinazzo
Matteo Spinelli da Giovinazzo est un personnage fictif, chroniqueur italien, qui serait né à Giovenazzo en 1230, mort vers 1268. 
Il aurait pris parti pour Charles d’Anjou, dans les guerres qui suivirent l’avènement de ce prince au trône de Naples, et périt, croit-on, à la bataille de Tagliacozzo. 
Spinello a laissé une Chronique, s’étendant de 1247 à 1268, elle aussi fictive, qui a été insérée dans le tome VII des Rerum italicarum scriptores de Muratori.

## Sources
« Matteo Spinelli da Giovinazzo », dans Pierre Larousse, Grand dictionnaire universel du XIXe siècle, Paris, Administration du grand dictionnaire universel, 15 vol., 1863-1890 [détail des éditions].
- Notices d'autorité :   - VIAF
  - ISNI
  - IdRef
  - GND